# Gladiolus cataractarum
Gladiolus cataractarum är en irisväxtart som beskrevs av Anna Amelia Obermeyer. Gladiolus cataractarum ingår i släktet sabelliljor, och familjen irisväxter. Inga underarter finns listade i Catalogue of Life.